# Parascotia
Parascotia là một chi bướm đêm thuộc họ Erebidae.

## Loài
- Parascotia detersa Staudinger, 1891
- Parascotia fuliginaria - Waved Black Linnaeus, 1761
- Parascotia lorai Agenjo, 1967
- Parascotia nisseni Turati, 1905